# Fatty et la plongeuse

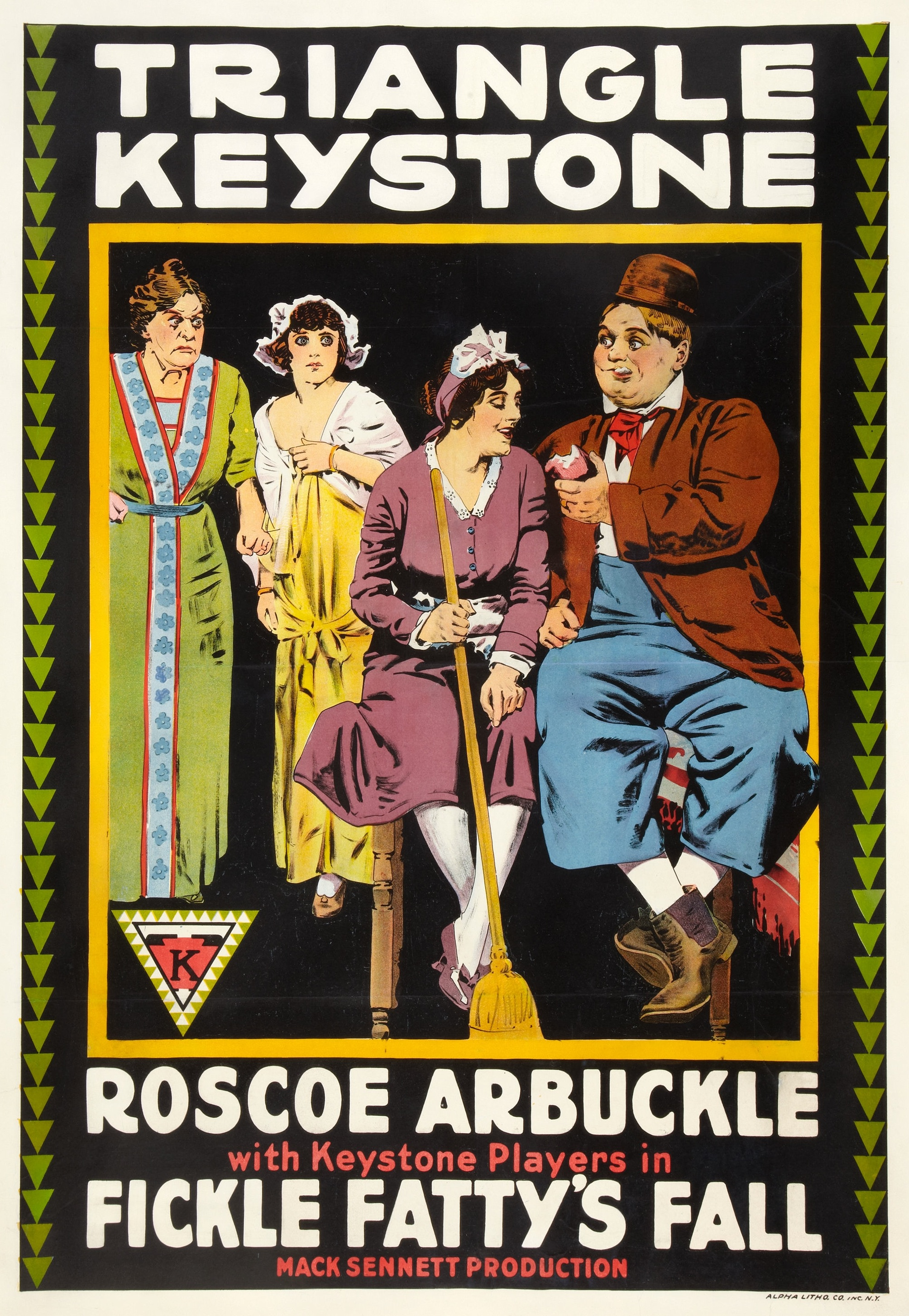
Affiche du film

Fatty et la plongeuse (Fickle Fatty's Fall) est un film américain réalisé par Fatty Arbuckle, produit par Keystone et sorti en 1915.

## Fiche technique
- Réalisation : Fatty Arbuckle
- Scénario : d'après une idée de Mack Sennett[1]
- Producteur : Mack Sennett
- Production : Keystone Studios
- Distributeur : Triangle Film Corporation
- Date de sortie : 3 novembre 1915

## Distribution
- Roscoe 'Fatty' Arbuckle
- Phyllis Allen
- Glen Cavender
- Ivy Crosthwaite
- Alice Davenport
- Bobby Dunn
- Minta Durfee
- May Emory
- Edgar Kennedy
- Fritz Schade
- Al St. John
- Bobby Vernon
- Guy Woodward